# لو بينا ايه (ألبوم)
لو بينا أيه، هو أحد ألبومات المطربة المصرية شيرين وجدي، تم إنتاج وتوزيع الألبوم عام 2001 من قبل شركة عالم الفن.

## الأغاني
- لو بينا ايه
- ارجع لي
- انا بحبك
- جالي
- من دلوقتي
- تحلف ليه
- ايه
- ساعات
- ياهل الله
- وديني